# Rolf Manne
Rolf Manne, född 1938, död 2024, var en svensk kemist. Han var mellan 1972 och 2008 verksam som professor i kvantkemi vid Universitetet i Bergen i Norge.

## Biografi
Manne tog 1962 en filosofisk ämbetsexamen i matematik och kemi vid Lunds universitet, och han fortsatte sedan med doktorandstudier inom kvantkemi vid Uppsala universitet. Som del av sina doktorandstudier deltog han under två års tid, 1965–1967, vid Quantum Theory Project vid University of Florida.
Manne disputerade vid Uppsala universitet 1970, under handledning av Per-Olov Löwdin, med  avhandlingen Ionization and chemical structure. Denna behandlar en serie teoretiska problem i samband med beskrivningen av elektroniskt laddade atomer och molekyler. Samma år publicerade han tillsammans med Teijo Åberg artikeln "Koopmans' theorem for inner-shell ionization" som fram till 2025 citerats närmare 400 gånger. Artikeln etablerade "the Manne-Aberg-Theorem" (Manne-Åberg-teoremet), ett samband som återkommer i litteraturen om röntgenspektroskopi. Detta har bland annat skett i den 2024 utgivna referentgranskade artikeln "X-ray photoelectron spectroscopy as a useful tool to study surfaces and model systems for heterogeneous catalysts: A review and perspective".
Manne utnämndes 1972 till professor vid universitetet i Bergen, vid den nyinrättade institutionen för teoretisk kemi. Där verkade han sedan fram till 2008, då han blev emeritus. Han var 1981/82 "Visiting Faculty" vid University of Washington, och 1984/85 var han tillbaka vid Quantum Theory Project vid University of Florida. Han var även en tid verksam i Kina.
Mannes vetenskapliga publicering har enligt Scopus fram till 2025 drygt 4 000 citeringar och ett h-index på 65.
Manne var under 1990-talet engagerad i föreningen Vetenskap och Folkbildning, bland annat med att granska påståenden om möjligheten att med slagruta upptäcka olika fenomen. Hans intresse för frågan väcktes när han 1986 uppmärksammade att Norges Røde Kors förespråkade att slagruta skulle användas vid första insatser för att finna lavinoffer begravda i snö. Manne skrev flera kritiska artiklar där han ifrågasatte lämpligheten att använda en metod som i kontrollerade försök inte gett bättre resultat än slumpen. Norges Røde Kors upphörde sedan med dessa rekommendationer. På liknande sätt engagerade sig Manne mot de slagrutekurser som 1995 gavs i sommaruniversitetets regi av docenten Nils-Axel Mörner. Manne blev en av ledamöterna i den kommitté som universitetet tillsatte för att utreda och i december slutligen 1996 underkänna Mörners påståenden.
Manne var intresserad av teknikhistoria och medverkade flera gånger i Fortuna ('Tidskrift for historie, teknologi og kultur med tilknytning til de gamle norske jernverkene').
Han hedrades 2021, 50 år efter sin disputation, som jubeldoktor vid Uppsala universitet.

### Familj
Rolf Manne var son till konstnären Inger Manne.

### Vetenskap och Folkbildning
- Manne, Rolf (1997, nr 3-4). ”Bästa undersökningen håller inte måttet”. Folkvett. Vetenskap och Folkbildning. https://www.vof.se/folkvett/ar-1997/nr-3-4/basta-undersokningen-haller-inte-mattet/. Läst 3 mars 2025.
- Manne, Rolf (1997, nr 3-4). ”Klockan som slagruta”. Folkvett. Vetenskap och Folkbildning. https://www.vof.se/folkvett/ar-1997/nr-3-4/klockan-som-slagruta/. Läst 3 mars 2025.
- Asbjørn Dyrendal, Arnfinn Pettersen, Didrik Søderlind, red (2006). Åpent sinn eller høl i hue? med bidraget "Ønskekvister og søkevinkler : søking i blinde" av Rolf Manne. Oslo: Humanis forlag. sid. 91-97. ISBN 9788292622162. https://bibsok.no/?tnr=2945409
- Rolf Manne (2005). ”Ønskekvist i snøskred – psevdovitenskap i praksis?”. Pseudovitenskap og Etikk, published at Norwegian University of Science and Technology. 45. http://docplayer.me/3872115-Psevdovitenskap-og-etikk.html.

### Teknikhistoria
- Norway Iron – et norsk‐svensk produkt, Fortuna nr.2 (2005), sid 83-94
- Bruksdøden i Norge og Sverige, Fortuna nr.3 (2007), sid 71-83
- ”De norske saltverker - ein fiasko med positive etterverknader”. Osterøy i soge og samtid – 2009. sid. 103-113. https://osteroy-sogelag.org/2009_sog.html. Läst 3 mars 2025.
- ”Saltsyding – en forsvunnet norsk kjemisk industri. Publisert i Bjørn Pedersen «Syv bidrag til norsk kjemihistorie”. NKS faggruppe for kjemiens historie. 2007. Arkiverad från originalet den 1 november 2024. https://web.archive.org/web/20241101000000*/https://www.duo.uio.no/bitstream/handle/10852/58647/1/Syvbidrag.pdf.